# Digby George Gerahty
Digby George Gerahty (1898–1981) byl anglický spisovatel, který psal pod pseudonymy Robert Standish a Stephen Lister. Jeho dílo tvoří především povídky a romány, fungoval však též jako přispěvatel do časopisu Saturday Evening Post. Jeho nejvýznamnějším románem byl Elephant walk, který byl později zfilmován s Elizabeth Taylor v hlavní roli.

## Dílo
- The Three Bamboos (1942)
- Bonin (1943)
- The Small General (1945)
- Mr. On Loong (1947)
- Elephant Walk (1948)
- The Gulf of Time (1948)
- Follow the Seventh Man (1950)
- Marise (1950)
- A Worthy Man (1952)
- Gentleman of China (1953)
- Fit for a Bishop; or, How to Keep a Fat Priest in Prime Condition (Recipes) (1953, 1955) (pod pseudonymem Stephen Lister)
- A Long Way from Pimlico (1954) (v USA jako Escape from Pimlico)
- Face Value (1955) (povídky)
- Blind Tiger (1956)
- Honourable Ancestor (1956)
- Storm Centre (1957)
- African Guinea Pig (1958)
- The Radio-Active General and Other Stories (1959)
- The Big One Got Away (1960)
- The First of Trees: The Story of The Olive (1960)
- The Talking Dog: and Other Stories (1961)
- Singapore Kate (1964)
- End of The Line (1965)
- The Widow Hack (1966)
- The Course of True Love (1968)
- Elephant Law, and Other Stories (1969)
- Rickshaw Boy (1970)
- Hungarian Roulette (1972) (pod pseudonymem Stephen Lister)
- The Silk Tontine (1972)
- The Fountain of Youth, and Other Stories (1973)
- The Short Match (1974)
- Dabney 's Reef (1975)
- The Cruise of The 'Three Brothers'  (1976)
- Green Fire (1976)
- The Gulf of Time (1976)
- The Story of Mary Lee (1978)
- The Prince of Storytellers (1979)